# Terminalia vermae
Terminalia vermae är en tvåhjärtbladig växtart som beskrevs av M. Gangopadhyay och T. Chakrabarty. Terminalia vermae ingår i släktet Terminalia och familjen Combretaceae. Inga underarter finns listade i Catalogue of Life.